# Nostra Signora del Buon Successo

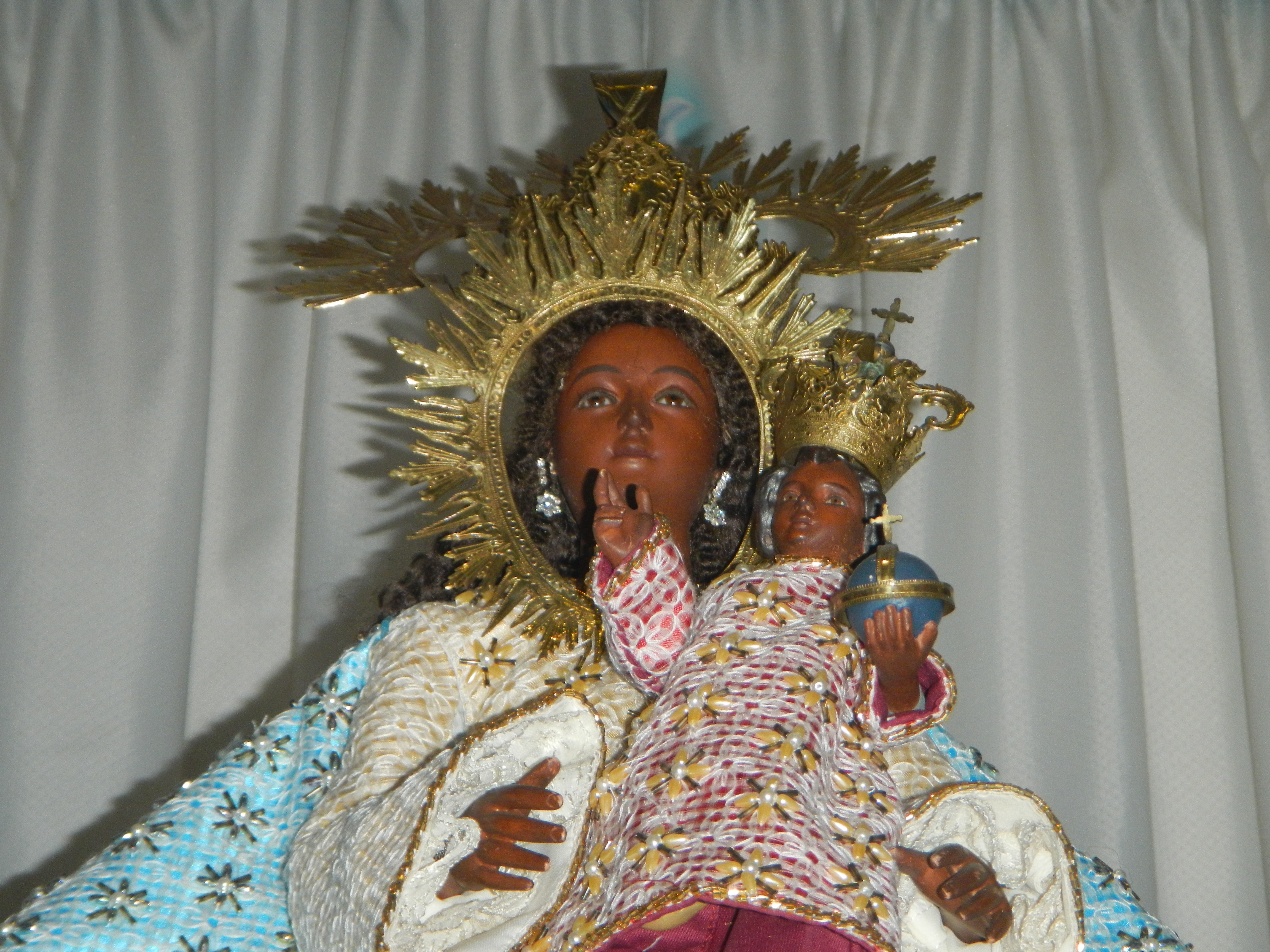
Immagine di Nostra Signora del Buon Successo, nella cattedrale di Sant'Andrea a Parañaque (Filippine)

Nostra Signora del Buon Successo o Madonna del Buon Successo è l'appellativo con cui i cattolici venerano Maria in diversi luoghi del mondo, tra i quali la Spagna, le Filippine e l'Ecuador: in quest'ultimo, a Quito, tra il 1582 e il 1634 si sarebbero verificate delle apparizioni mariane alla religiosa Mariana de Jesús Torres. 

## Storia

### Quito (Ecuador)

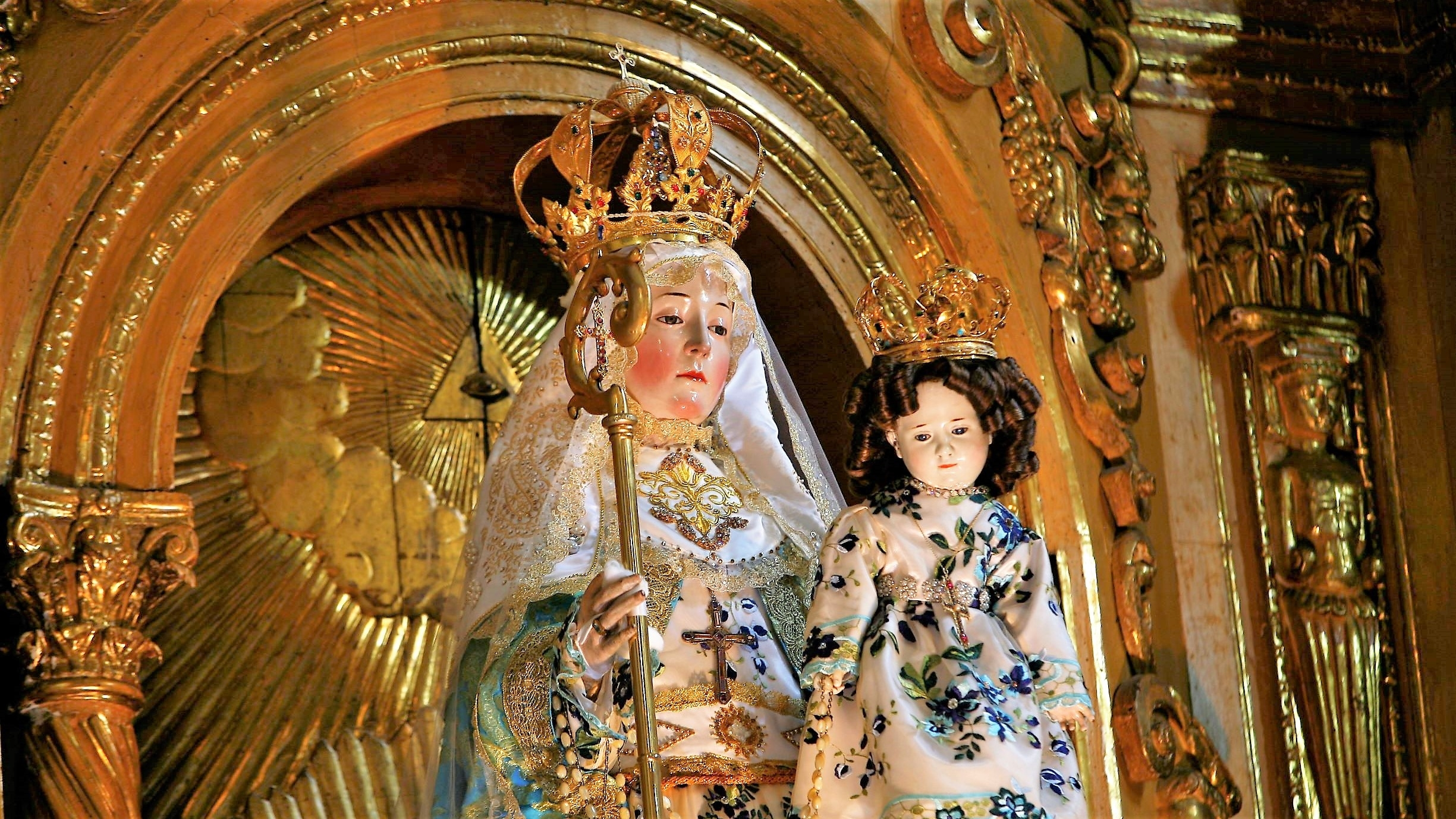
Primo piano della statua di Nostra Signora del Buon Successo nella chiesa dell'Immacolata Concezione a Quito

Madre Mariana Francisca de Jesús Torres avrebbe avuto numerose visioni di Nostra Signora del Buon Successo, raccolte da mons. Luis E. Cadena y Almeida, postulatore della causa di beatificazione della religiosa. 
- Prima apparizione della Madonna

Il 17 settembre 1588, mentre pregava, madre Mariana fu scossa da un brivido violento e doloroso. Fu portata a letto, e la mattina dopo il medico che la visitò la trovò paralizzata, mentre le mani, i piedi e il costato presentavano delle ferite profonde. Rimase inferma per circa un anno, e alle sofferenze fisiche si aggiunsero anche quelle spirituali. Riferì di aver avuto un giorno la visione di un orribile serpente, e questo l'aveva riempita di disperazione, tanto da invocare la Vergine Maria, che le era apparsa per tranquillizzarla e preannunciarle il disegno divino su di lei. Mariana raccontò di aver visto contemporaneamente il serpente sprofondare all'Inferno con un boato che aveva fatto tremare il convento. Storicamente, Quito fu colpita da un terremoto il 31 agosto 1589. La suora rimase a letto fino al mese di settembre del 1589, continuando a peggiorare, finché il secondo mercoledì del mese entrò in agonia, ricevendo l'Estrema Unzione e spirando alle 15.30 di venerdì pomeriggio. I funerali erano stati fissati per il lunedì seguente, ma inaspettatamente la Domenica mattina le consorelle la trovarono in preghiera. Nel 1592 fu eletta badessa del convento.
- Seconda apparizione della Madonna

Il 2 febbraio 1594, mentre pregava perché avessero fine le liti che affliggevano il convento, madre Mariana riferì di aver avuto una visione della Madonna col Bambino, che si era presentata come Regina delle Vittorie e Madre del Buon Successo, promettendole il suo aiuto ma preannunciandole sofferenze. Nel 1595 un gruppo di suore ribelli si opposero alla sua rielezione a badessa e nel 1598 il convento passò sotto la giurisdizione del vescovo di Quito. Madre Mariana e le suore fondatrici furono perseguitate e calunniate, conoscendo anche la prigione.
- Terza apparizione della Madonna

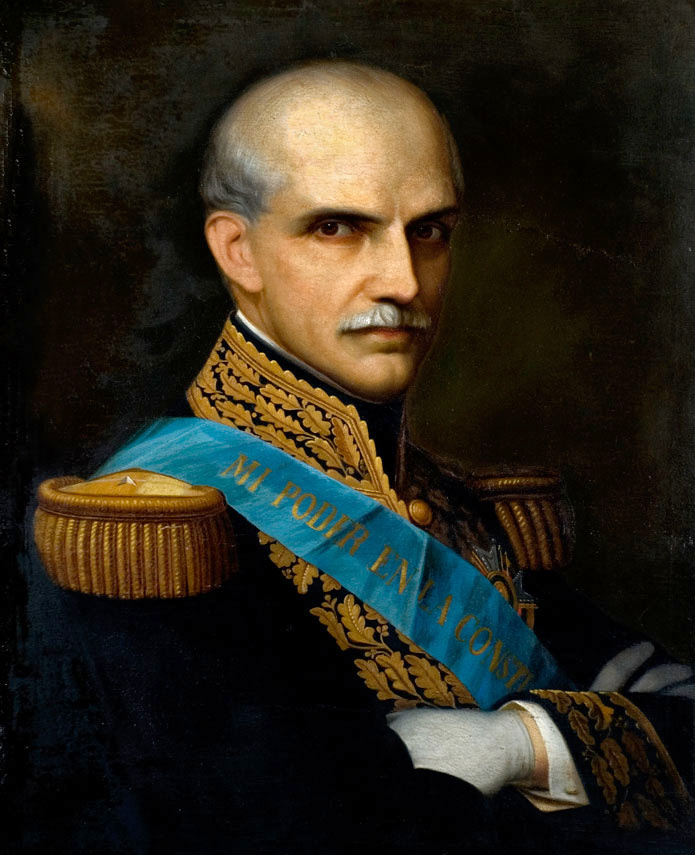
Ritratto di Gabriel Garcia Moreno

Il 16 gennaio 1599 madre Mariana riferì di aver avuto una nuova visione di Maria del Buon Successo, che le aveva preannunciato che il Paese in cui viveva sarebbe presto diventato una repubblica libera, e che nel XIX secolo sarebbe stato eletto un presidente cristiano. Gabriel Garcia Moreno fu presidente dell'Ecuador nel 1861-1865 e nel 1869-1875. Per aver consacrato nel 1873 la nazione al Sacro Cuore di Gesù fu fatto assassinare dalla Massoneria il 6 agosto 1875. Madre Mariana riferì il desiderio della Madonna di vedere realizzata una statua che la doveva rappresentare insieme al Bambino così come le era apparsa: nella mano destra dovevano essere posti il pastorale e le chiavi del chiostro, per rappresentare che il convento era sotto l'autorità di Nostra Signora del Buon Successo; nel braccio sinistro, invece sarebbe stato posto il Bambino Gesù, per indicare che ella era potente nell'ottenere la misericordia di Dio. Il Vescovo di Quito, dopo un'indagine sulle vicende del convento, ne riaffidò il governo a madre Mariana, che lo diresse fino al 1612. 
- Quarta apparizione della Madonna

Il 21 gennaio 1610, mentre madre Mariana stava pregando nel coro del convento, riferì di aver visto prima i tre arcangeli, san Gabriele, san Michele e san Raffaele, poi la Madonna col Bambino, che le aveva rivelato che nel suo Paese, dalla fine del XIX secolo, ispirati da Satana e dalle sette anticlericali, sarebbero esplosi la persecuzione nei confronti della Chiesa, dei suoi ministri e dei Sacramenti, e una generale corruzione dei costumi. La devozione alla Madonna del Buon Successo avrebbe impedito l'attuazione della punizione divina.
- Quinta apparizione della Madonna

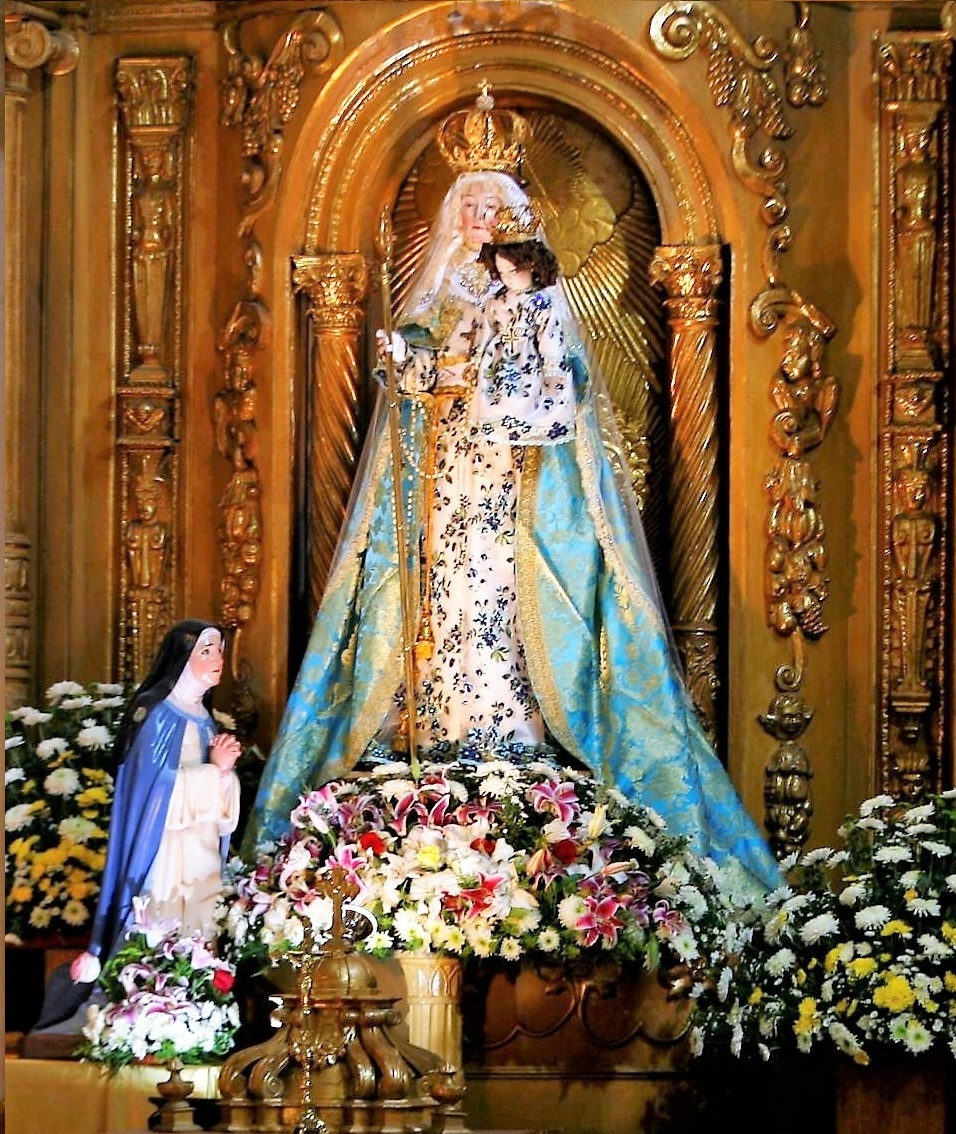
La statua di Nostra Signora del Buon Successo nella chiesa dell'Immacolata Concezione a Quito

Madre Mariana riferì di una nuova apparizione il 2 febbraio 1610, nella quale la Madonna sollecitava la realizzazione della statua, anche perché al vescovo sarebbero rimasti solo due anni di vita. Ricordò anche le eresie, le empietà e le impurità dei tempi a venire, contrastate dalla preghiera e dalla penitenza. Il 16 gennaio 1611 lo scultore Francisco del Castillo, secondo quanto riferito dalle suore, trovò la statua completata dagli angeli, e volle rilasciare una testimonianza scritta di quanto accaduto. Il 2 febbraio 1611 il vescovo consacrò e benedì la statua con il nome di "Maria del Buon Successo della Purificazione o Candelora".
- Sesta apparizione della Madonna

Il 2 febbraio 1634, durante la preghiera, madre Mariana riferì di una nuova apparizione  della Madonna del Buon Successo che aveva profetizzato, nei secoli XIX e XX, un periodo caratterizzato da grandi catastrofi fisiche e morali. I pochi che avrebbero conservato la fede avrebbero sofferto nascostamente anche fino al martirio. 
- Apparizione di Gesù

Il 2 novembre 1634 madre Mariana riferì di una visione di Gesù Cristo, sofferente in particolare per l'indifferenza e i peccati dei religiosi, causa principale, più dei peccati della gente, dei terribili castighi che Dio manda su intere nazioni. 
- Settima apparizione della Madonna

L'8 dicembre 1634 madre Mariana riferì una nuova apparizione della Madonna col Bambino, insieme ai tre arcangeli, che le preannunciava la fine della sua vita mortale, ricordandole inoltre l'importanza, per la salvezza delle anime, dei sacramenti della penitenza e dell'eucaristia, e aggiungendo che l'infallibilità papale sarebbe stata dichiarata dogma di fede dallo stesso papa scelto per la proclamazione del dogma dell'Immacolata Concezione. Questi sarebbe stato imprigionato a causa dell'usurpazione dello Stato Pontificio da parte di un monarca terreno.
Lo Stato Pontificio terminò la sua esistenza nel 1870, dopo l'annessione al Regno d'Italia. In quel periodo era papa Pio IX, che fu l'ultimo sovrano dello Stato Pontificio, e proclamò sia il dogma dell'Immacolata Concezione sia, durante il Concilio Vaticano I, il dogma dell'infallibilità papale.
Dalle preghiere incessanti dei monasteri e dei conventi sarebbero scaturite la conversione dei peccatori e la salvezza delle nazioni dai terribili castighi della Giustizia divina. Nel XX secolo la devozione del Buon Successo, irradiata dal convento, avrebbe fatto prodigi nella sfera spirituale come in quella temporale, quando la luce preziosa della fede sarebbe stata quasi estinta.
In Ecuador la festa di Nostra Signora del Buon Successo viene celebrata il 2 febbraio, giorno della Candelora, dopo essere stata approvata nel 1611. La statua di Nostra Signora fu incoronata il 2 febbraio 1991. L'arcivescovo di Quito, Antonio José González Zumárraga, l'8 agosto 1986 ha aperto la causa di beatificazione di madre Mariana.

### Spagna
Il culto di Nostra Signora del Buon Successo fu raccomandato da papa Paolo V nel 1606, quando ricevette Gabriel de Fontanet e suo fratello Guillermo de Rigosa: il primo era il successore di Bernardino Obregon, fondatore della "Congregazione religiosa dei Minimi per l'assistenza ai malati", nata sotto la Regola dell'Ordine dei minimi e attiva soprattutto negli ospedali. I due religiosi, giunti a Roma per far approvare da Paolo V l'estensione della loro congregazione da Madrid all'intera Spagna, narrarono di essersi smarriti durante il viaggio, e di aver ritrovato miracolosamente la strada grazie al ritrovamento di una statua della Vergine Maria sorridente, con in braccio il Bambino Gesù; sarebbe stato proprio Papa Borghese a coniare l'espressione Buon Successo, in relazione al felice epilogo del viaggio: autorizzò infatti la trasformazione della congregazione in Ordine religioso. Gabriel de Fontanet portò la statua prima a Valencia, poi a Madrid, dove attualmente si trova nella chiesa dell'Ospedale Militare.
Nostra Signora del Buon Successo, nelle sue varie espressioni (Maria del Buon Successo, Vergine del Buon Successo ecc.), è invocata anche in altre località spagnole, per esempio ad Almenara (Spagna); a Sagunto, città di cui era patrona e dove la sua immagine è conservata nel Convento delle Religiose Servite; a Traiguera, dove in un primo tempo era denominata Vergine della Fonte della Salute; a Cabanes (Castellón), dove era inizialmente chiamata Vergine del Rosario, e dove avrebbe guarito miracolosamente Francisco Gavaldà, futuro vescovo di Segorbe.

### Filippine (Parañaque)
Nella "Cattedrale di Sant'Andrea", ubicata nella città di Parañaque, nelle Filippine, si trova una statua intitolata a "Nostra Signora del Buon Successo" (in filippino "Ina ng Mabubuting Pangyayari").
La statua fu portata dalla Spagna nel 1625 dai frati agostiniani, come dono del re ai filippini convertiti. L'8 settembre 2000 l'icona della Madonna del Buon Successo è stata incoronata patrona della diocesi di Parañaque, insieme a sant'Andrea apostolo. Il 10 agosto 2012 un decreto di papa Benedetto XVI ha dichiarato la cattedrale di Sant'Andrea "Santuario Diocesano di Nuestra Señora del Buen Suceso".